# José Luis Mendonça
José Luis Mendonça, född 24 november 1955 i Golungo Alto i provinsen Cuanza Norte i Angola, är en angolansk journalist och författare och medlem av UEA, det angolanska författarförbundet sedan 1984.

## Biografi
Efter skolan gjorde Mendonça militärtjänst i sex år från Angolas självständighet år 1975. Därefter studerade han vid Agostino Neto-universitetet i Luanda och utbildade sig till journalist. Mellan 1990 och 2007 arbetade han för Unicef i Luanda. Sedan tog han en juristexamen på Katolska universitetet i Luanda. 2008-2011 var Mendonça pressansvarig för Unicef i Paris. Sedan 2012 är han redaktör för kulturtidskriften ”Cultura”. Han undervisar i portugisiska vid Socialhögskolan vid Agostinho Neto universitetet.
Mendonça arbetar för att alla skolbarn ska få läsa ett antal böcker varje termin. Olika organisationer kan donera böcker till det, som han kallar klassbibliotek. Han startade ett pilotprojekt i tre provinser 1998, Läsa är att växa, som riktar sig till barn mellan 10 och 14 år.

### Utgivet på svenska
- Kungadömet i Kasuarinskogen, 2017.

### Utgivet på portugisiska (urval)

#### Poesi
- Chuva Novembrina, INALD, Luanda, 1981.
- Quero Acordar a Alva, INALD, Luanda, 1997
- Poemas de amar, 1998.

#### Romaner
- Gíria de Cacimbo, UEA, Luanda, 1986.
- Logaríntimos da alma. 1998.
- O Reino das Casuarinas, 2013.

#### Korta historier
- Luanda fica longe e outras estorias austrais, 2016.

## Utmärkelser
- Poesipriset Sagrada Esperança, 1981, 1996.
- Sonangols litteraturpris[3], 1986.
- Angolas stora litteraturpris, 2015.[1]